# HD 114729
HD 114729 ist ein 118 Lichtjahre von der Erde entfernter Gelber Zwerg mit einer Rektaszension von 13h 12m 44s und einer Deklination von −31° 52' 24". Er besitzt eine scheinbare Helligkeit von 6,7 mag. Im Jahre 2003 entdeckte Paul Butler einen extrasolaren Planeten, der diesen Stern umkreist. Dieser trägt den Namen HD 114729 b.